# We Are Family (album)
We Are Family è il terzo album del gruppo musicale statunitense Sister Sledge, pubblicato dall'etichetta discografica Cotillion e distribuito dalla Atlantic nel 1979.
L'album, inizialmente disponibile su long playing e musicassetta, nel 1995 è stato ristampato su compact disc dalla Rhino.
Il disco è stato prodotto da Bernard Edwards e Nile Rodgers, che hanno anche composto ed arrangiato i brani.
Da esso vengono tratti quattro singoli: He's the Greatest Dancer, We Are Family, Lost in Music e Thinking of You.

## Tracce

### Lato A
1. He's the Greatest Dancer
2. Lost in Music
3. Somebody Loves Me
4. Thinking of You

### Lato B
1. We Are Family
2. Easier to Love
3. You're a Friend to Me
4. One More Time